# Магрітт (кінопремія, 2016)

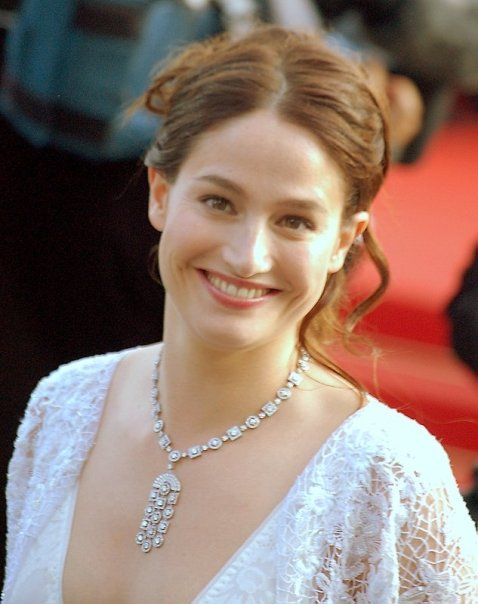
Марі Жиллен, президент 6-ї церемонії «Магрітта»

6-та церемонія вручення Премії «Магрітт» бельгійської Академії Андре Дельво за 2015 рік відбулася 6 лютого 2016 року в Брюссельському Конференц-центрі Квадрат.
Номінантів церемонії було оголошено 12 січня 2016 року. Церемонія проходила під головуванням акторки Марі Жиллен. Ведучим виступив Шарлі Дюпон Фільм режисера Жако ван Дормеля «Надновий заповіт» отримав нагороду як найкращий фільм року.

## Статистика
Фільми, що отримали по декілька номінацій.
| Фільм                         | Оригінальна назва               | Номінації | Нагороди |
| ----------------------------- | ------------------------------- | --------- | -------- |
| • Надновий заповіт            | Le Tout Nouveau Testament       | 10        | 4        |
| • Усі кішки сірі              | Tous les chats sont gris        | 9         | 2        |
| • Алілуя                      | Alleluia                        | 8         | 4        |
| • Я помер, але у мене є друзі | Je suis mort mais j'ai des amis | 7         | 1        |
| • Упередження                 | Prejudice                       | 6         | —        |
| • Мелоді                      | Melody                          | 4         | 1        |
| • Бути                        | Être                            | 2         | 1        |
| • Сім'я Бельє                 | La Famille Bélier               | 2         | 1        |
| • Ні на небесах, ні на землі  | Ni le ciel ni la terre          | 2         | —        |
| • Пустка                      | Waste Land                      | 2         | —        |

## Список лауреатів та номінантів
Переможців виділено жирним шрифтом
| Найкращий фільм | Найкращий режисер |
| --- | --- |
| Надновий заповіт / Le Tout Nouveau Testament - Усі кішки сірі / Tous les chats sont gris - Я помер, але у мене є друзі / Je suis mort mais j'ai des amis - Мелоді / Melody - Упередження / Prejudice                                            | Жако Ван Дормель – Надновий заповіт - Бернар Белефруа – Мелоді - Савіна Деллікур – Усі кішки сірі - Фабріс Дю Вельц – Алілуя                  |
| Найкращий актор | Найкраща акторка |
| Вім Вілларт – Я помер, але у мене є друзі - Франсуа Дам'єн – Сім'я Бельє - Булі Ланнерс – Усі кішки сірі - Жеремі Реньє – Ні на небесах, ні на землі                                                                                            | Верле Батенс – Багатообіцяльний початок - Анні Корді – Спогади - Крістель Корніл – Що бачив Жак - Йоланда Моро – Подорож до Китаю             |
| Найкращий актор другого плану | Найкраща акторка другого плану |
| Лорен Капеллуто – Справедливість або хаос - Арно Інченс – Упередження - Давид Муржіа – Надновий заповіт - Марк Зінга – Діпан | Анн Косенс – Усі кішки сірі - Йоланда Моро – Надновий заповіт - Елена Ногуерра – Алілуя - Бабетіда Саджо – Пустка                             |
| Найперспективніший актор | Найперспективніша акторка |
| Бенжамін Рамон – Бути - Артур Болс – Упередження - Ромен Желен – Надновий заповіт - Давид Тілеманс – Товстунець | Люсі Дебай – Мелоді - Манон Капелі – Усі кішки сірі - Пілі Груан – Надновий заповіт - Стефані Ван Віве – Бути                                 |
| Найкращий сценарій | Найкращий перший фільм |
| Надновий заповіт — Томас Ганзіг та Жако Ван Дормель - Алілуя— Фабріс Дю Вельц та Венсан Тав'є - Я помер, але у мене є друзі — Гійом Маландрен та Стефан Маландрен - Упередження – Антуан Коуперс та Антуан Вотерс                               | Усі кішки сірі / Tous les chats sont gris - Наступного року / L'Année prochaine - Упередження / Prejudice                                     |
| Найкращий фламандський фільм | Найкращий іноземний фільми спільного виробництва                                                                                              |
| Арденни / D'Ardennen - Бельгійська рапсодія / Brabançonne - Тарган / Cafard - Пустка / Waste Land | Сім'я Бельє / La Famille Bélier - Маргарита / Marguerite - Пісня моря / Song of the Sea - Ні на небесах, ні на землі / Ni le ciel ni la terre |
| Найкращий оператор | Найкращі декорації |
| Алілуя – Мануель Дакоссе - Надновий заповіт – Крістоф Бокарн - Упередження – Фридерик Наромм | Алілуя – Еммануель де Мелемеєстер - Усі кішки сірі – Поль Росчоп - Я помер, але у мене є друзі – Єва Мартін                                   |
| Найкращий дизайн костюмів | Найкраща оригінальна музика |
| Дама в окулярах із рушницею в авто – Паскалін Шаванн - Усі кішки сірі – Сабіна Запітеллі - Я помер, але у мене є друзі – Еліза Ансьон | Надновий заповіт – Ан П'єрле - Алілуя – Венсан Каай - Мелоді – Фридерик Вершеваль                                                             |
| Найкращий звук | Найкращий монтаж |
| Алілуя – Еммануель де Боссю, Фредерік Меєрт, Людовік Ван Пахтербек - Надновий заповіт – Франсуа Дюмон, Мішель Шилінґс, Домінік Варньє - Я помер, але у мене є друзі – Марк Бастьєн, Марк Енгельс, Франко Піскопо                                | Алілуя – Анн-Лор Ґіґо - Усі кішки сірі – Евін Ріке́рт - Я помер, але у мене є друзі – Яннік Лерой                                              |
| Найкращий ігровий короткометражний фільм | Найкращий анімаційний короткометражний фільм                                                                                                  |
| - Чорний ведмідь / L'Ours noir - Джей серед чоловіків / Jay parmi les hommes - Все в порядку / Tout va bien | - Останні двері на південь / Dernière porte au Sud - Запах моркви / Le Parfum de la carotte - / фр. Tranche de campagne                       |
| Найкращий документальний фільм | |
| Людина, яка лагодить жінок: Гнів Гіппократа / L'Homme qui répare les femmes: la colère d'Hippocrate - Служба зайнятості' / Bureau de chômage - англ. I Don't Belong Anywhere: The Cinema of Chantal Akerman - Корабель дурнів / La Nef des fous | |
| Почесний «Магрітт» | |
| Венсан Ліндон | |